# 阿多韦斯
阿多韦斯，是西班牙卡斯蒂利亚-拉曼恰瓜达拉哈拉省的一个市镇。总面积33平方公里，总人口51人（2001年），人口密度2人/平方公里。